# Модра (Сански Мост)
Модра је насељено мјесто у Босни и Херцеговини у општини Сански Мост које административно припада Федерацији Босне и Херцеговине. Према попису становништва из 1991. у насељу је живјело 578 становника.

## Историја
Крајем септембра 1941. године партизанска Коњичка чета, под командом Петра Ђурашиновића, је извршила напад на усташко упориште у селу Модри. Коњаници су из освете на шовинистичкој основи запалили више кућа у селу. Усташе су то користиле у пропаганди против партизана. На каснијим партијским конференцијама критиковани су сви одговорни за паљевину села.

## Становништво
| Националност       | 1991.        | 1981.        | 1971.        |
| Муслимани          | 508 (87,88%) | 558 (95,87%) | 570 (95,95%) |
| Срби               | 0            | 9 (1,54%)    | 16 (2,69%    |
| Хрвати             | 0            | 1 (0,17%)    | 1 (0,16%)    |
| Југословени        | 0            | 10 (1,71%)   | 0            |
| остали и непознато | 70 (12,11%)  | 4 (0,68%)    | 7 (1,17%)    |
| Укупно             | 578          | 582          | 594          |